# Saint-Gaudéric
Saint-Gaudéric (okzitanisch: Sant Gauderic, katalanisch Sant Galderic) ist eine Gemeinde mit 108 Einwohnern (Stand: 1. Januar 2022) im Westen des Départements Aude in der südfranzösischen Region Okzitanien (vor 2016: Languedoc-Roussillon). Die Gemeinde gehört zum Arrondissement Carcassonne und zum Kanton La Piège au Razès. Die Einwohner werden Galdriciens genannt. Der Ort hieß im Mittelalter Vievila und wurde nach seinem berühmten Sohn, dem Heiligen Galderic (französisch: Gaudéric, okzitanisch: Gauderic, katalanisch: Galderic) nach dessen Heiligsprechung um 990 umbenannt.

## Lage
Saint-Gaudéric liegt etwa 38 Kilometer westsüdwestlich von Carcassonne. Umgeben wird Saint-Gaudéric von den Nachbargemeinden Saint-Julien-de-Briola im Norden, Orsans im Norden und Nordosten, Hounoux im Osten, Escueillens-et-Saint-Just-de-Bélengard im Südosten, Seignalens im Süden, Malegoude im Südwesten, Sainte-Foi im Westen sowie Plavilla im Nordwesten.

## Bevölkerungsentwicklung
| Jahr                       | 1962 | 1968 | 1975 | 1982 | 1990 | 1999 | 2006 | 2019 |
| Einwohner                  | 80   | 58   | 40   | 39   | 51   | 58   | 69   | 120  |
| Quellen: Cassini und INSEE |      |      |      |      |      |      |      |      |

## Sehenswürdigkeiten

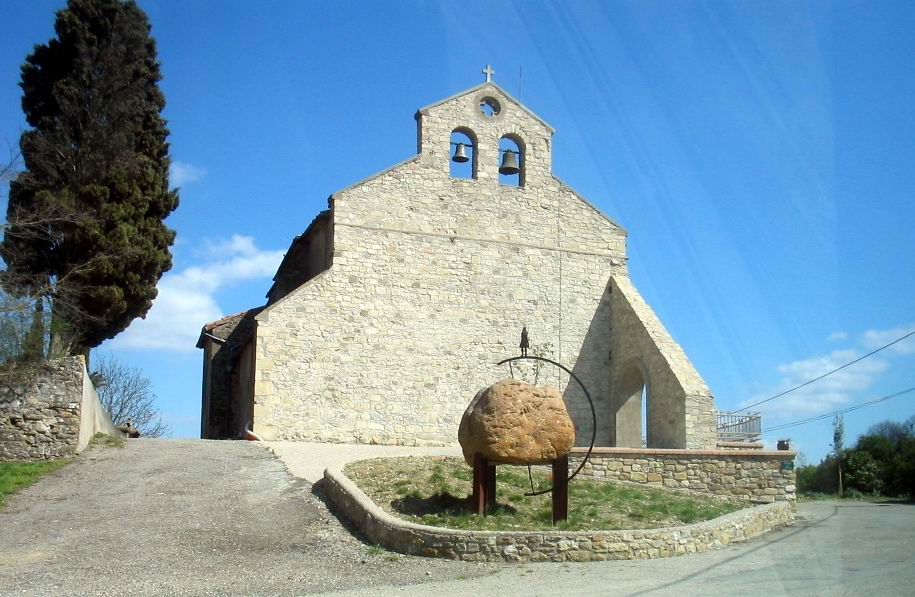
Kirche Saint-Gaudéric

- Kirche Saint-Gaudéric

## Persönlichkeiten
- Sant Galderic (um 830–900), Heiliger der römisch-katholischen Kirche und der Schutzpatron der Bauern in den katalanischen Gebieten